# Gabrielle Baron
Pour les articles homonymes, voir Baron.
Ne doit pas être confondu avec Gabrielle Caron ou Anne-Gabrielle Caron.
Gabrielle Baron, de son vrai nom complet Léonie Jeanne Julia Barondiot, née le 22 août 1895 à Saint-Dié et morte le 4 novembre 1986 à Paris, est une écrivaine française. Élève de Marcel Jousse, elle a été, avec Gabrielle Desgrées du Loû, une de ses collaboratrices, de 1930 jusqu'à la mort de celui-ci, survenue en 1961.

## Biographie
Devenue héritière de son œuvre, sa première tâche sera de faire dactylographier les quelque mille cours oraux sténotypés qui représentaient les vingt-cinq années d'enseignement de Marcel Jousse, à l'amphithéâtre Turgot de la Sorbonne (de 1931 à 1939; 1941 à 1945; de 1951 à 1957), à l'École d'anthropologie de Paris (de 1932 à 1951), à l'École pratique des hautes études (de 1933 à 1945), à l'École d'anthropo-biologie (1947-1948), au Laboratoire de rythmo-pédagogie (de 1933 à 1939).

Sa seconde tâche sera de faire éditer chez Gallimard, grâce à Jean Sulivan, le premier tome de la première partie de la synthèse finale de l'œuvre de Marcel Jousse, initiée par celui-ci à la fin de sa vie, mais restée inachevée à sa mort, sous le titre : L'Anthropologie du geste (1974). Puis de faire rééditer un certain nombre de mémoires, publiés chez Geuthner du vivant de Marcel Jousse, en deux ouvrages, également édités chez Gallimard : La manducation de la parole (1975) et Le parlant, la parole et le souffle (1978).
Elle fonde en 1968 la « Fondation Marcel Jousse », avec Joseph Morlaas, André Robert, André Crépin, Gaston Fessard, Jacques Goussault, Paul Hutin-Desgrées-du-Loû, Micheline Larès, Albert Petit, Pierre Roque, Henri Savonnet. Son Comité de parrainage regroupe un certain nombre de personnalités: le cardinal Auguste Béa, président d'honneur, Robert Aron, Henri Baruk, Jean Bernard, Jean Cassou, André Chouraqui, Alioune Diop, Jacques Dournes, Gaston Fessard, Joseph Folliet, Jacques Goussault, Henri Gouhier, Antoine Guillaumont, Alain Guillermou, François Houang, Paul Hutin-Desgrées-du-Loû, Gabriel Lioger d'Ardhuy, Jacques Madaule, Gabriel Marcel, Maurice Martin du Gard, Léopold Sédar Senghor. À la mort de Gabrielle Baron, en 1986, la Fondation devient l'Association Marcel Jousse.
Gabrielle Baron organise, en mars 1973, à Paris, deux démonstrations publiques des récitations rythmo-pédagogiques de l'Évangile selon les lois du style oral restituées par Marcel Jousse. À la demande d'un certain nombre de spectateurs de ces démonstrations, elle ressuscite, au sein de la Fondation Marcel Jousse, le Laboratoire d'Anthropologie rythmo-pédagogique, pour y transmettre ces récitations évangéliques.

## Ouvrages
- Marcel Jousse : introduction à sa vie et à son œuvre, Casterman, 1965 (préface du cardinal Béa)

prix du Cardinal-Grente en 1966
réédition en 1981 au Centurion sous le titre Mémoire vivante : vie et œuvre de Marcel Jousse, avec postface de Jean Sulivan
- Introduction au style oral de l'Évangile, d'après les travaux de Marcel Jousse, Le Centurion, 1981
- Vidéo testament de Gabrielle Baron, Association Marcel Jousse.